# Rodolf de Betuwe
Rodolf fou un comte del Sacre Imperi Romanogermànic que exercia les seves funcions a Betuwe al final del segle X. Era fill de Nibelung comte també de Betuwe i d'una dama de casa d'Hainaut. Fou l'origen de la casa comtal d'Avernas, després comtes de Loos o de Loon.
Vanderkindere sospita que estava casat amb una filla de Immo, comte a l'Hesbaye el que explicaria l'aparició del nom Immo entre la casa comtal d'Avernas, després Loos, però hi ha altres explicacions possibles. Rodolf i la seva esposa foren els pares d'Otó de Looz, que el va succeir com a comte a l'entorn de l'any 1000 (el fill i successor d'Otó, Gislebert, apareix esmentat com a comte el 1016).